# Зеленівська сільська рада (Гусятинський район)
Зеле́нівська сільська́ ра́да — адміністративно-територіальна одиниця та орган місцевого самоврядування в Гусятинському районі Тернопільської області. Адміністративний центр — село Зелене.

## Загальні відомості
Зеленівська сільська рада утворена в 1939 році.
- Територія ради: 28,18 км²
- Населення ради: 975 осіб (станом на 2001 рік)
- Територією ради протікає річка Гнилка

## Населені пункти
Сільській раді були підпорядковані населені пункти:
- с. Зелене
- с. Паївка

## Склад ради
Рада складалася з 12 депутатів та голови.
- Голова ради: Гембарівська Ольга Миколаївна
- Секретар ради: Господарик Степан Васильович

### Керівний склад попередніх скликань
| Прізвище, ім'я, по батькові   | Основні відомості                                                 | Дата обрання | Дата звільнення |
| ----------------------------- | ----------------------------------------------------------------- | ------------ | --------------- |
| Господарик Степан Васильович  | Сільський голова, 1967 року народження, безпартійний              | 26.03.2006   | 31.10.2010      |
| Гембарівська Ольга Миколаївна | Сільський голова, 1977 року народження, освіта вища, позапартійна | 31.10.2010   |                 |

Примітка: таблиця складена за даними сайту Верховної Ради України

### Депутати
За результатами місцевих виборів 2010 року депутатами ради стали:

#### За суб'єктами висування
| Суб'єкт висування | Кількість обраних депутатів | %   |
| ----------------- | --------------------------- | --- |
| Самовисування     | 12                          | 100 |

#### За округами
| № округу | Прізвище, ім'я, по батькові  | Дата визнання обраним | Освіта             | Партійна приналежність | Відомості про обраного депутата                       |
| -------- | ---------------------------- | --------------------- | ------------------ | ---------------------- | ----------------------------------------------------- |
| 1        | Господарик Степан Васильович | 27.12.2010            | вища               | позапартійний          | Зеленівська сільська рада, секретар                   |
| 2        | Вецал Наталя Володимирівна   | 03.11.2010            | середня спеціальна | позапартійна           | Бібліотека, бібліотекар                               |
| 3        | Сідляр Любомир Богданович    | 03.11.2010            | середня            | позапартійний          | приватний підприємець                                 |
| 4        | Дунець Галина Павлівна       | 03.11.2010            | середня            | позапартійна           | Зеленівське відділення зв'язку, листоноша             |
| 5        | Тимків Андрій Михайлович     | 03.11.2010            | вища               | позапартійний          | Тернопільська загальноосвітня школа І-ІІ ст., вчитель |
| 6        | Господарик Ігор Миколайович  | 27.12.2010            | вища               | позапартійний          | ПАП «Медобори», завідувач складу                      |
| 7        | Шевчук Ольга Михайлівна      | 03.11.2010            | середня            | позапартійна           | Зеленівська сільська рада, бухгалтер                  |
| 8        | Палчук Ігор Петрович         | 03.11.2010            | середня            | позапартійний          | ПАП «Медобори», інженер                               |
| 9        | Фостик Оксана Теодорівна     | 03.11.2010            | середня            | позапартійна           | Зеленівська загальноосвітня школа, кухар              |
| 10       | Мельник Оксана Михайлівна    | 03.11.2010            | середня            | позапартійна           | Зеленівський фельдшерсько-акушерський пункт, акушер   |
| 11       | Мущинський Микола Михайлович | 03.11.2010            | середня            | позапартійний          | приватний підприємець                                 |
| 12       | Проц Ігор Богданович         | 03.11.2010            | вища               | позапартійний          | ПАП «Медобори», бухгалтер                             |